# 第三艦隊 (美國海軍)

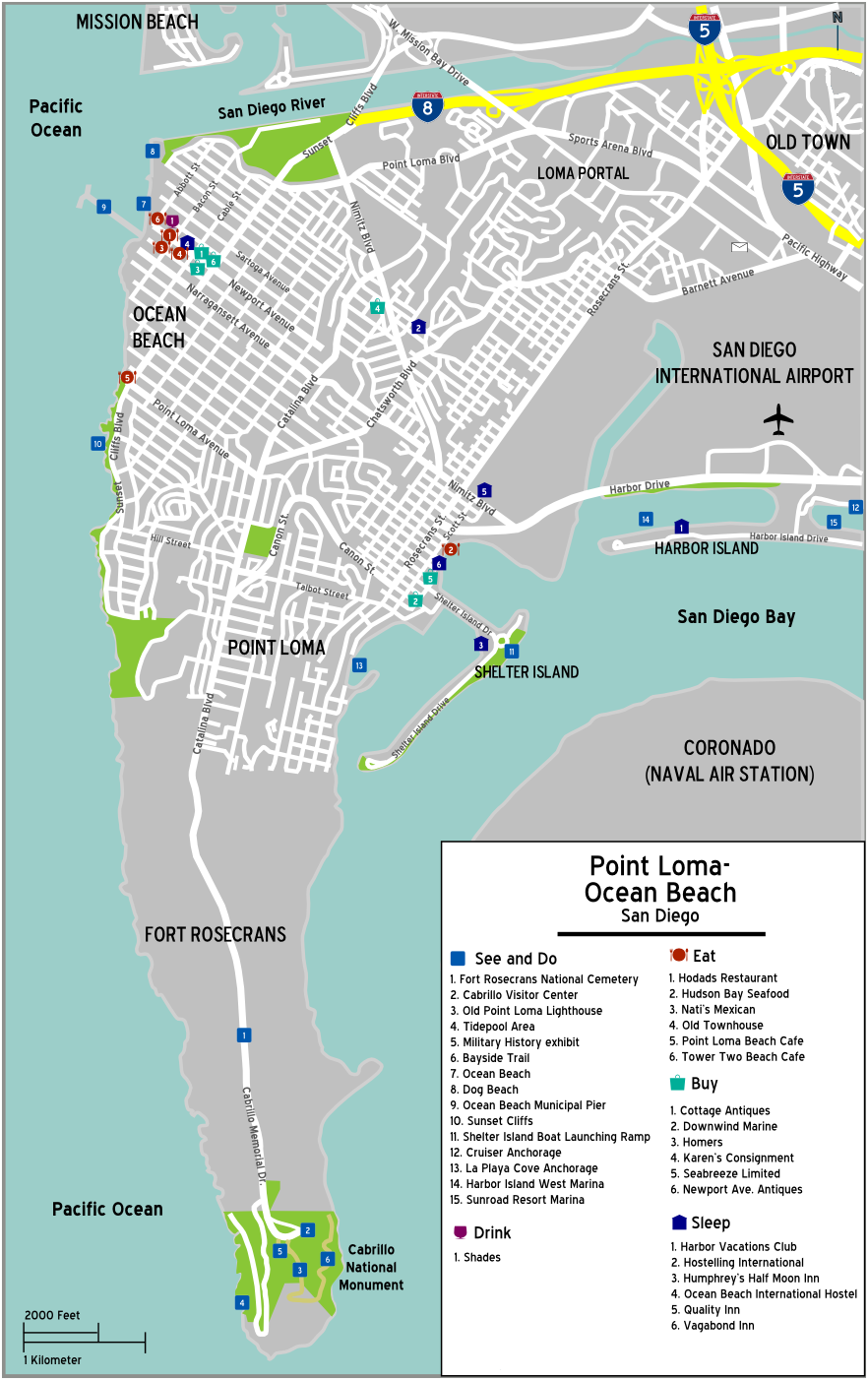
洛馬岬

美國第三艦隊（英語：United States Third Fleet）是美國海軍六大艦隊之一。轄區範圍在太平洋東部及北部海域一帶面積約五千萬平方公里（包含白令海、阿拉斯加、阿留申群島及部分北極），司令部設置在美國西部加利福尼亞州聖地牙哥的洛玛角海军基地。第三艦隊在確保美國與友邦在整個環太平洋的海上貿易及石油交通路線的順暢。過去二次大戰著名艦隊司令官為威廉·海爾賽，現任艦隊司令為約翰·F·G·韋德中將。
美軍高層有意取消第三艦隊和第七艦隊的行政劃界，把第三艦隊執勤範圍擴到西太平洋。目前，第七艦隊司令部設在日本橫須賀港。

## 歷史

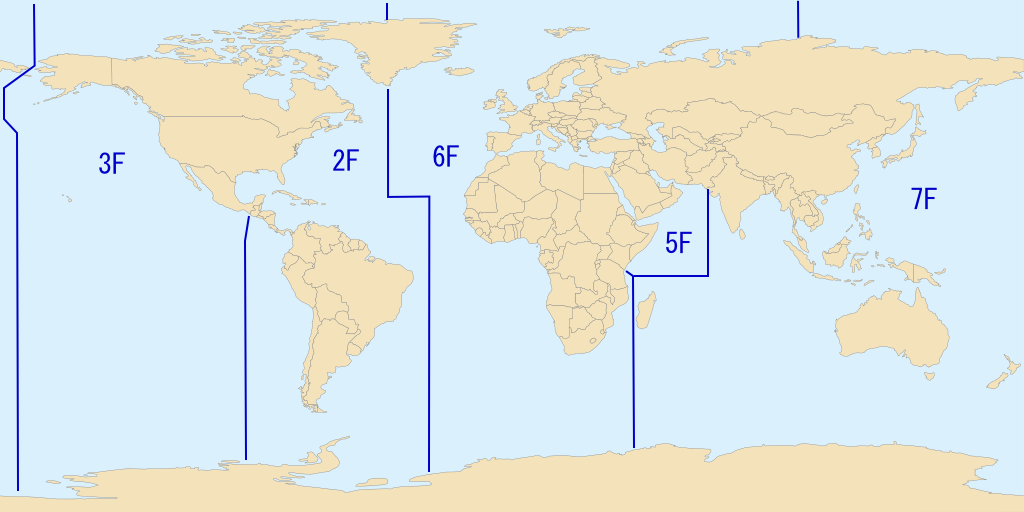
2007年美國海軍各艦隊管轄區域

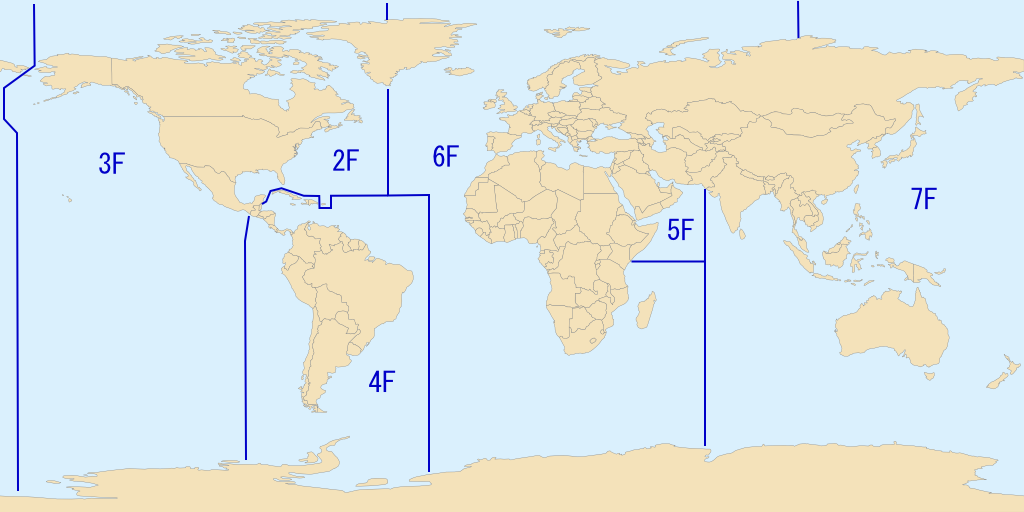
2009年美國海軍各艦隊管轄區域

第三艦隊在第二次世界大戰期間的1943年3月15日，由美國海軍上將威廉·海爾賽宣布成立，其岸上總部則於1944年6月15日在夏威夷的珍珠港內成立。艦隊管轄在索羅門群島、菲律賓、台灣、琉球群島到北美洲之間的整個太平洋海域。從1945年至戰爭結束，密蘇里號戰艦一直是該艦隊的旗艦。
艦隊司令官威廉·海爾賽在二次大戰結束後，率領他的艦隊至日本東京灣，並在密蘇里號戰艦的甲板上接受大日本帝國簽署的投降書。
戰後的1986年7月，第三艦隊以科羅納多號兩棲運輸艦作為該隊新的旗艦，1991年8月，岸上總部由珍珠港轉移至聖地牙哥現址。

## 管轄區域
東部及北部太平洋海域，包含白令海、阿拉斯加、阿留申群島及部分北極等。

## 戰力
第三艦隊有超過100艘艦艇，包括4艘尼米茲級核動力航空母艦：
- 尼米茲號航空母艦（CVN-68）和航母第十一打擊群
- 卡爾·文森號航空母艦 （CVN-70）和航母第一打擊群
- 西奧多·羅斯福號航空母艦（CVN-71）和航母第十二打擊群
- 約翰·C·史坦尼斯號航空母艦（CVN-74）和航母第三打擊群

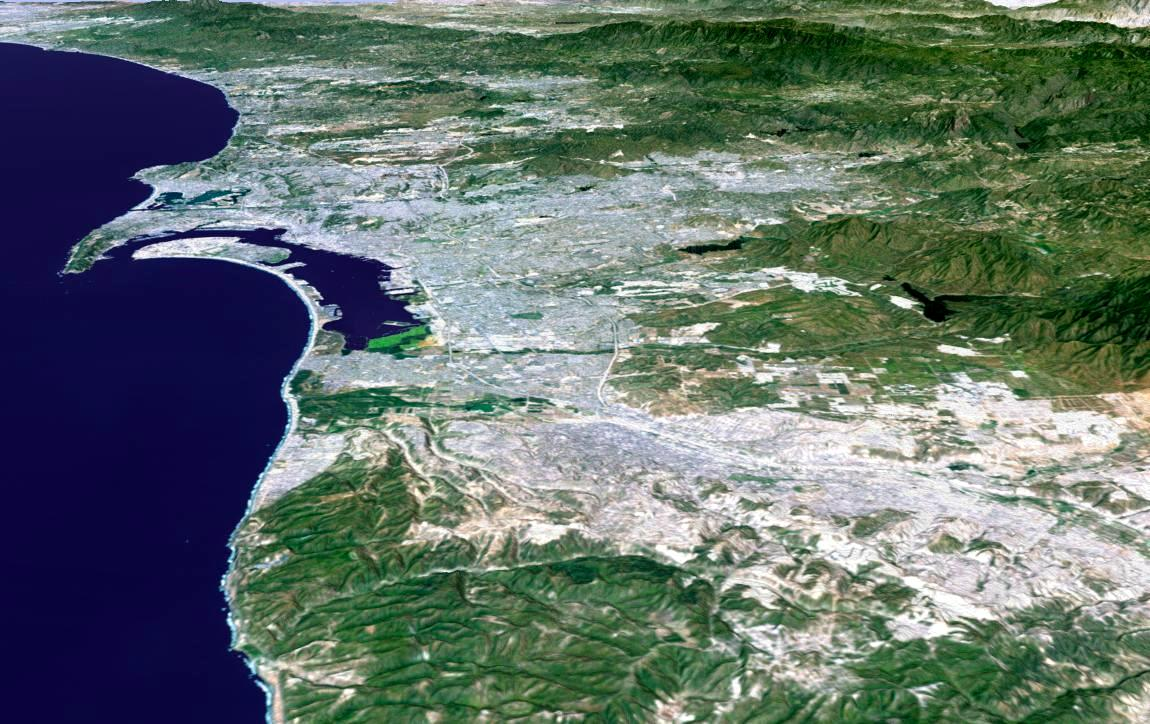
圣地亚哥空照圖
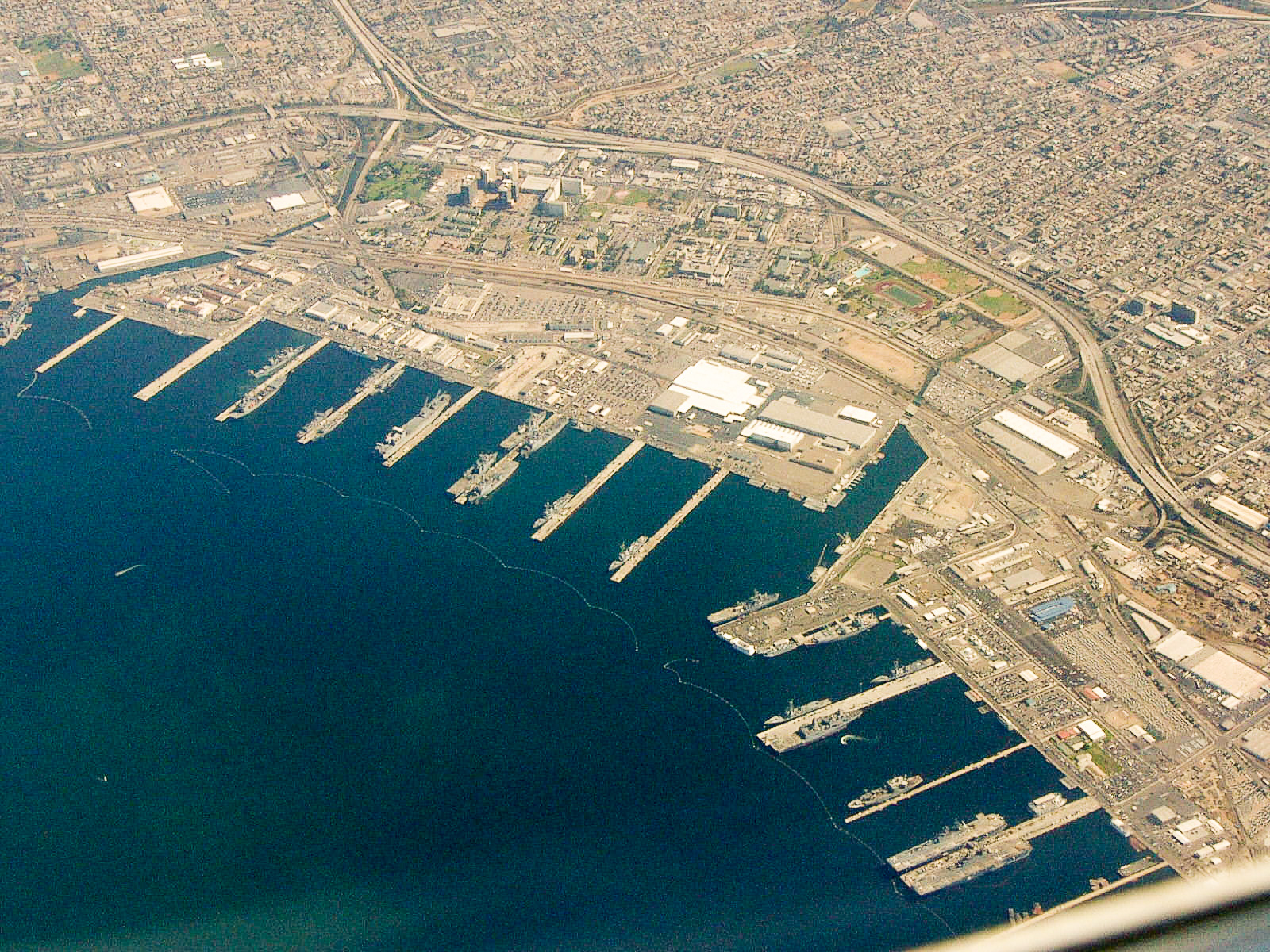
圣地亚哥海軍基地
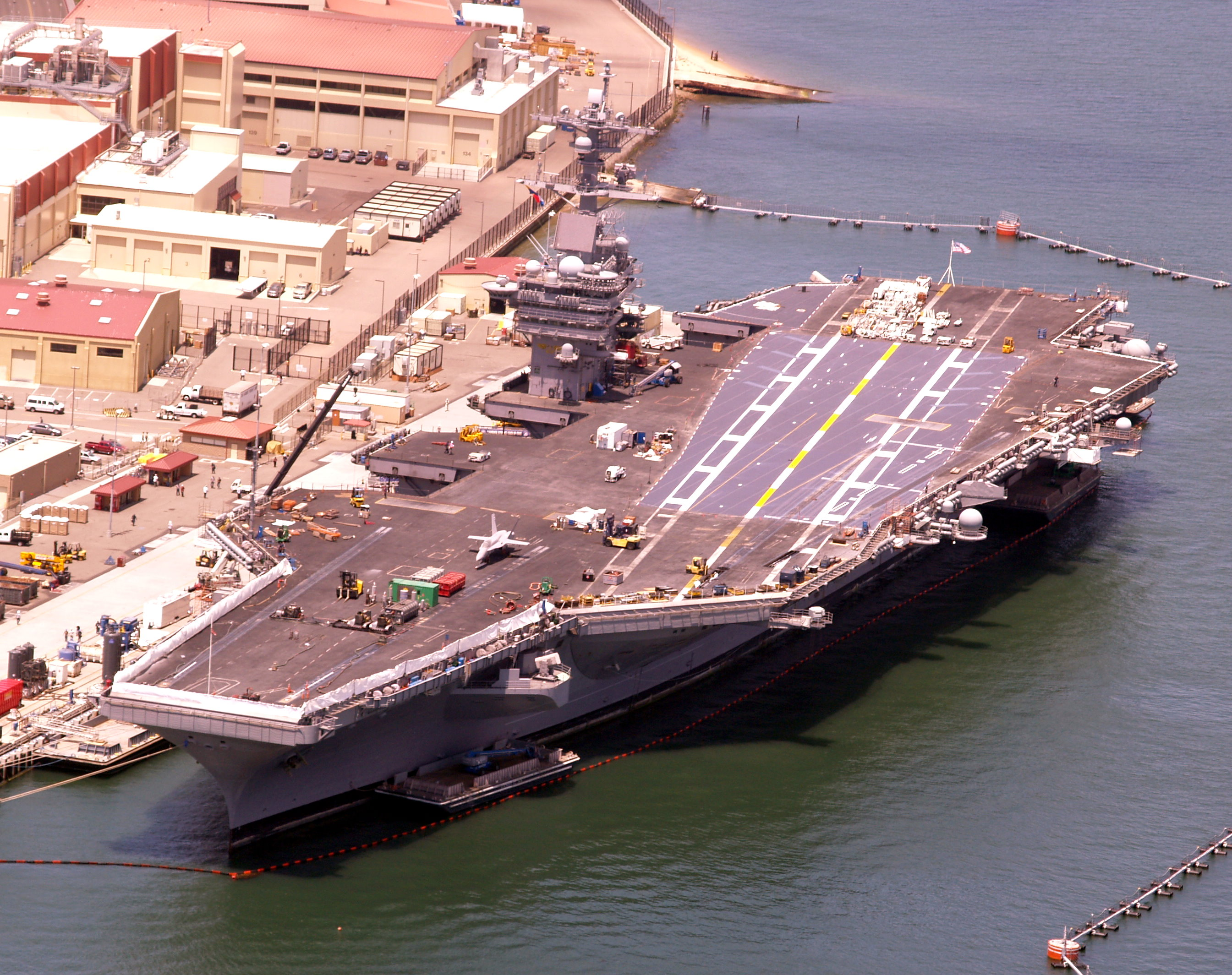
卡爾·文森號航空母艦，圣地亚哥海軍基地
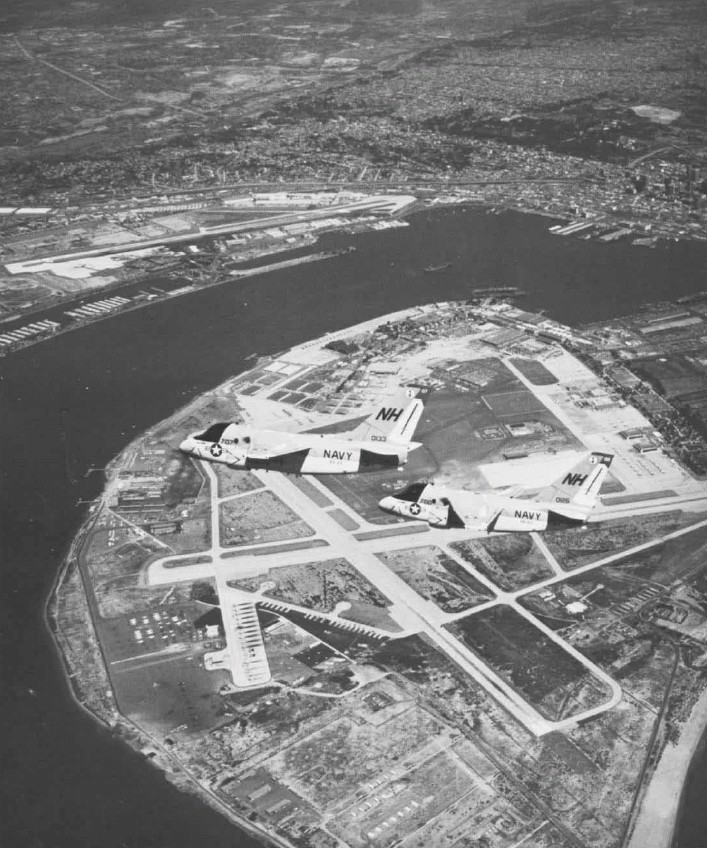
北島海軍航空站
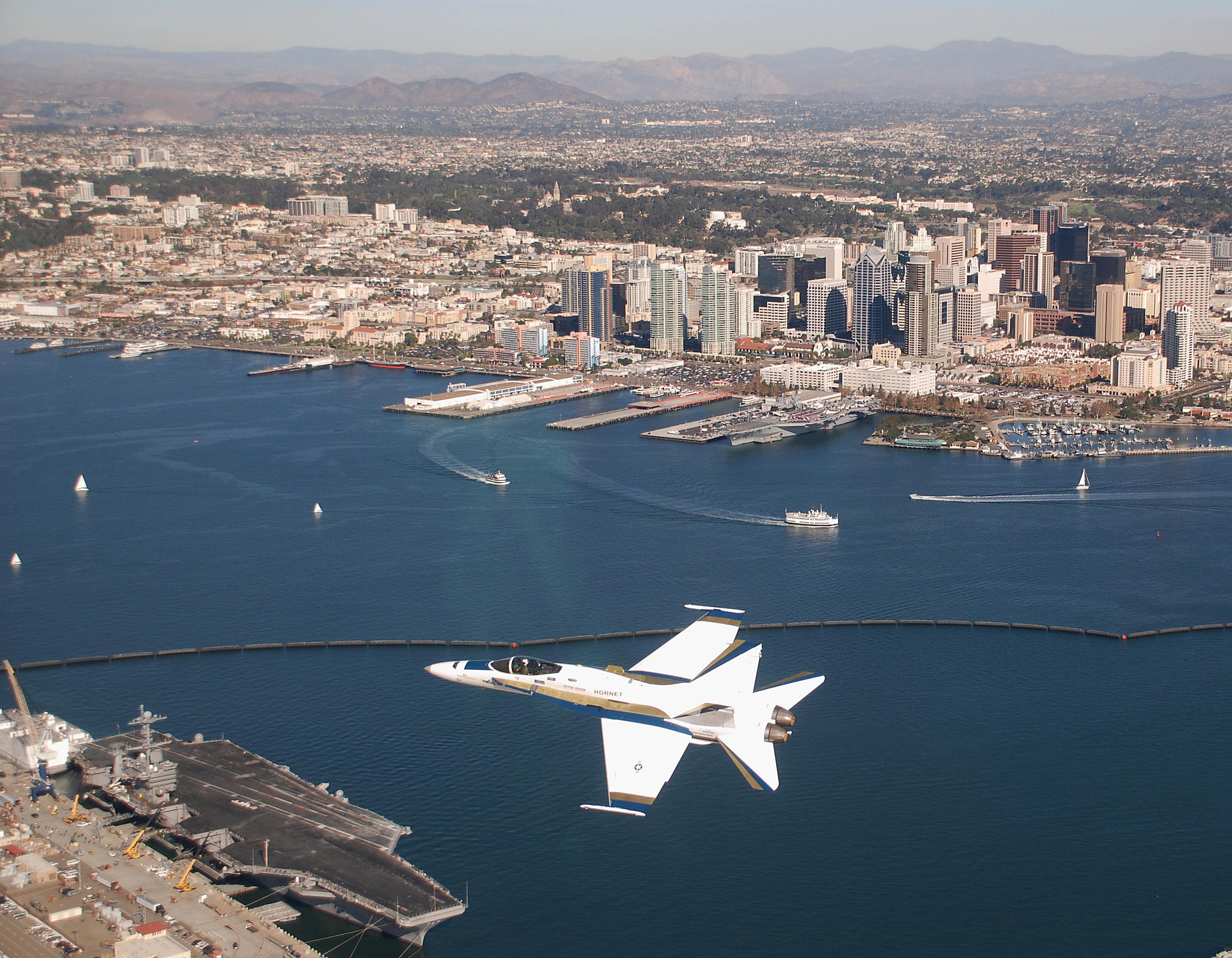
航空母艦基地在當地提供55000個職缺

## 艦艇列表
- 第一航艦打擊群（Carrier Strike Group One (CSG-1)）
  - 卡爾·文森號航空母艦（CVN-70）
  - 普林斯頓號飛彈巡洋艦（USS Princeton (CG-59)）
  - 第1驅逐艦戰隊（Destroyer Squadron 1 (DESRON-1)）
- 第三航艦打擊群（Carrier Strike Group Three (CSG-3)）
  - 亞伯拉罕·林肯號航空母艦（CVN-72）
  - 第21驅逐艦戰隊（Destroyer Squadron 21 (DESRON-21)）
- 第九航艦打擊群（Carrier Strike Group Nine (CSG-9)）
  - 西奧多·羅斯福號航空母艦（CVN-71）
  - 伊利湖號飛彈巡洋艦（USS Lake Erie (CG-70)）
  - 第23驅逐艦戰隊（Destroyer Squadron 23 (DESRON-23)）
- 第十一航艦打擊群（Carrier Strike Group Eleven (CSG-11)）
  - 尼米茲號航空母艦（CVN-68）
  - 長津號飛彈巡洋艦（USS Chosin (CG 65)）
  - 傑克·H·盧卡斯號飛彈驅逐艦（USS Jack H. Lucas DDG-125）
  - 第9驅逐艦戰隊（Destroyer Squadron 9 (DESRON-9)）
    - 貝瑞號飛彈驅逐艦（USS Barry DDG-52）
    - 約翰·保羅·瓊斯號飛彈驅逐艦（USS John Paul Jones DDG-53）
    - 柯蒂斯·威爾伯號飛彈驱逐舰（USS Curtis Wilbur DDG-54）
    - 保羅·漢密爾頓號飛彈驱逐舰（USS Paul Hamilton DDG-60）
    - 史塔森號飛彈驅逐艦（USS Stethem DDG-63）
    - 鍾雲號飛彈驱逐舰（USS Chung-Hoon DDG-93）
    - 格里德利號飛彈驅逐艦（USS Gridley DDG-101）
    - 桑普森號飛彈驅逐艦（USS Sampson DDG-102）